# Gavigat, Manvi
Gavigat là một làng thuộc tehsil Manvi, huyện Raichur, bang Karnataka, Ấn Độ.